# Gato de pelo curto europeu

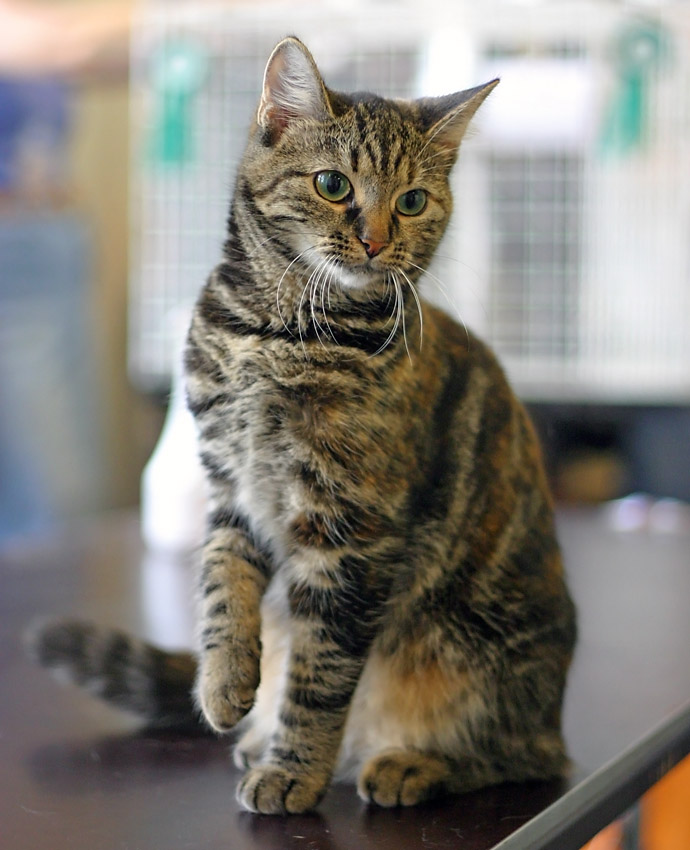
Um exemplar da espécie

O Gato de pêlo curto europeu é uma das raças de ocorrência mais comum e sua principal característica é a miscigenação de várias raças. É um padrão de raças de gatos domésticos que tem como principal aspecto o pelo curto, entre outras feições características. Essas raças compartilham entre si o fato de derivarem de gatos criados nas ruas das cidades, desenvolvendo-se naturalmente, por meio da seleção natural.

## Raças

### Pêlo curto brasileiro
O pêlo é bem deitado junto ao corpo, cabeça e orelhas de tamanho médio, proporcionais a largura da base, bem colocadas. Os olhos ligeiramente oblíquos e o nariz da mesma largura da base ate a ponta, sem nenhum stop. Peito largo, pernas de tamanho médio e patas arredondadas, também de tamanho médio. O corpo é forte, musculoso, mas o aspecto geral é de um gato muito ágil e elegante. Não tão esguio como o siamês e o oriental, nem tão corpulento como o persa e os gatos europeus. O rabo, de comprimento médio, é grosso na base, afinando até a ponta.

### Pêlo curto americano
O gato americano de pelo curto é uma raça robusta que deve os gatos de trabalho que os primeiros colonos trouxeram muito para os Estados Unidos mas sua genealogia volta até uma Belle masculina avermelhada, chamada listrada que o correspondente foi da Inglaterra para o começo do século XIX, e que foi o primeiro registrando em baixos Estados Unidos o título "de pelo curto." Depois ele/ela os conheceu a ele como "Doméstico de pelo curto", mas de 1966 o nome oficial foi "americano de pelo curto". Esta raça tem uma forma menos quadrada que o do bretão de cabelo curto.

### Pêlo curto inglês
Muito tranquilo, muito sociável e sendo incrivelmente independente, o British Shorthair, afeiçoando-se à todos na família. Adora brincar, principalmente, com as crianças da casa e, também, com cães.
Entre outras características, é um grande caçador. Apesar de seu porte robusto, é bastante manso e enfrenta qualquer situação com absoluta calma.

### Pêlo cabeça
O Europeu tem uma boa tendência à domesticação, sendo um animal muito companheiro. Em troca exige que respeitem seus hábitos e sua independência.